# 호박금

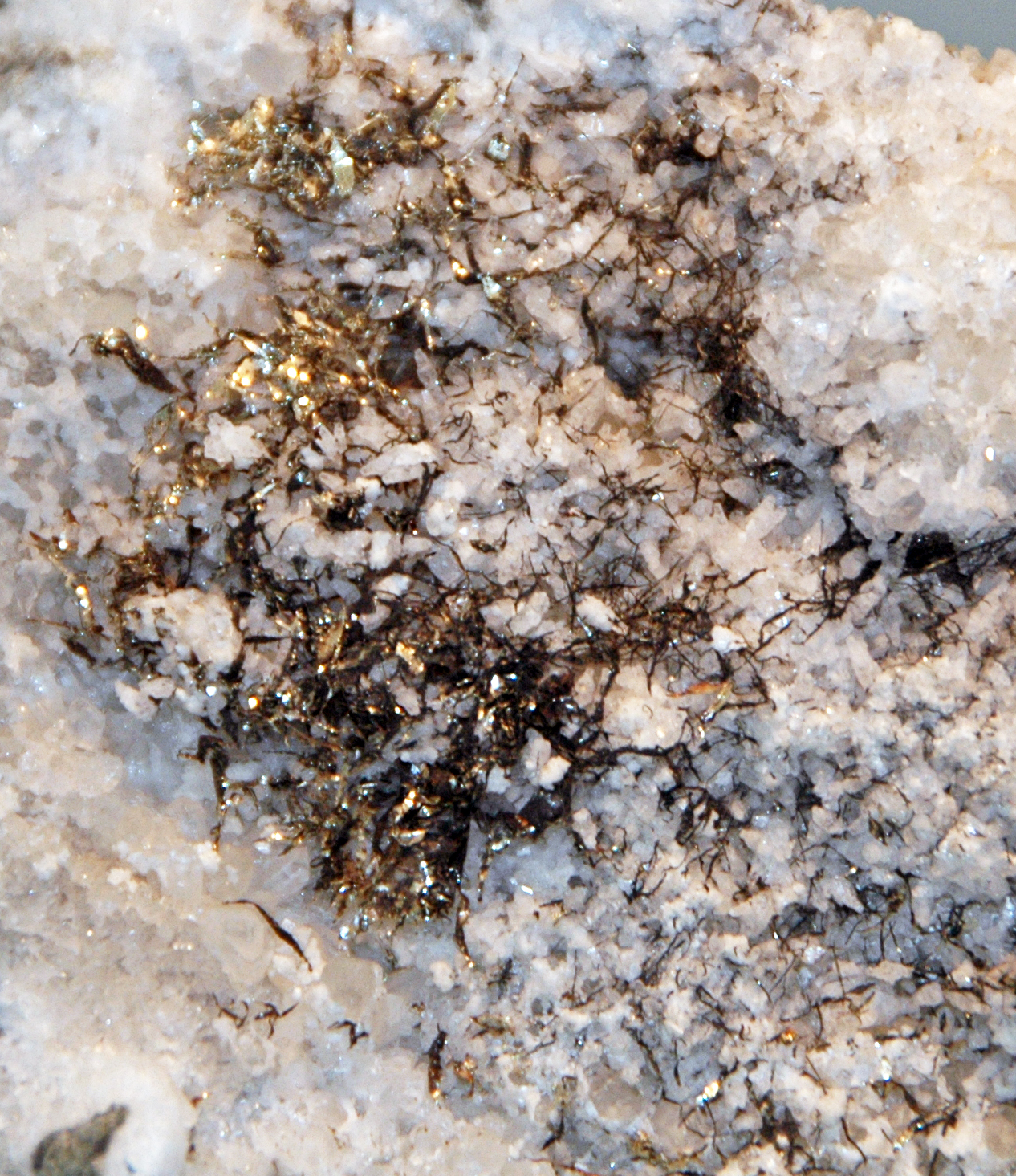
자연적으로 만들어진 호박금사가 수정 위에 있다. 미국의 텔류라이드에서 발견되었다.

호박금(琥珀金) 또는 엘렉트럼(electrum)은 은과 금의 합금이다. 보통 20%~70%정도의 은을 포함한다. 서양에서 처음으로 화폐(동전)를 만들때 사용되었다. 천연상태에서는 구리, 철, 팔라듐 등을 포함하고 있다. 색은 백금색에서 황동색까지 다양하다. 강릉시의 옥계 금광산의 석영맥에 호박금이 포함되어 있다.

## 같이 보기
- 오레이칼코스

1. ↑  최선규; 최상훈; 이현구 (1997년). “강원도 옥계 금광상에 관한 광물학적·지화학적 연구 (Mineralogy and Geochemistry of the Ogkye Gold Deposits, Gangwondo Province)”. 《대한자원환경지질학회》 30 (1): 15-23.